# Per Oskar Andersen
Per Oskar Andersen (født 12. januar 1930, død 17. februar 2020) var en norsk hjerneforsker, som var internationalt kendt for sine neurofysiologiske undersøgelser.
Andersen var udenlandsk medlem af det britiske Royal Society.